# Isidore Dumortier
Isidore Marie Joseph Dumortier, né le 6 avril 1869 à Halluin (département du Nord) et mort le 16 février 1940 à Saïgon (Indochine), est un missionnaire catholique français qui fut vicaire apostolique de la Cochinchine occidentale.

## Biographie
Il naît dans le département du Nord. Il poursuit ses études à l'université grégorienne de Rome, où il obtient un doctorat de philosophie et de théologie. Il est ordonné prêtre le 27 mai 1893. Après une expérience de vicaire en paroisse, Isidore Dumortier entre au séminaire des Missions étrangères de Paris en 1897. Il est envoyé un an plus tard, le 28 novembre 1898, pour la Cochinchine occidentale.
Isidore Dumortier étudie d'abord la langue vietnamienne à Saïgon, puis il est nommé vicaire à Caïmon. Il en devient le curé en 1912. Il demeure vingt-six ans dans ce secteur éloigné, parcourant tout le district.

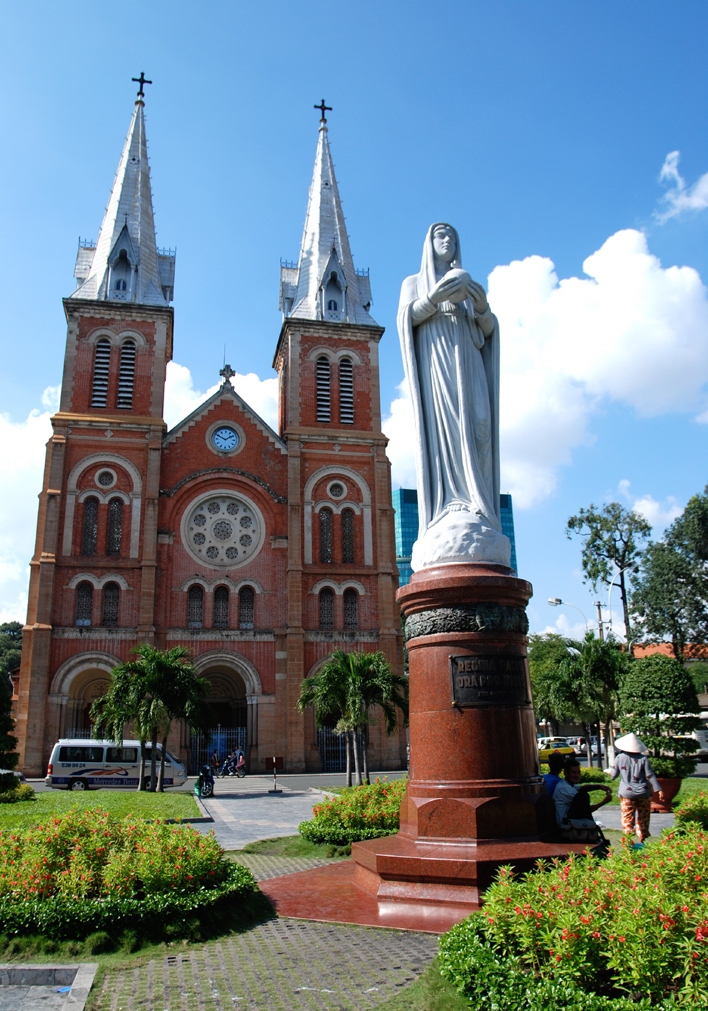
Cathédrale Notre-Dame de Saigon aujourd'hui

Après la mort de Victor Quinton en octobre 1924, Isidore Dumortier est nommé évêque titulaire (in partibus) de Lipara (de) et vicaire apostolique de Cochinchine occidentale, dont le siège est à la cathédrale de Saïgon. Il s'occupe entre autres de la formation des religieux et des religieuses, notamment de la congrégation des Amantes de la Croix fondée spécialement pour les vocations locales. Il invite les Frères des écoles chrétiennes à continuer de s'occuper de l'institution Taberd à Saïgon et de nombreuses autres congrégations d'Europe, pour fonder des écoles, des dispensaires, des crèches, des maisons de charité, etc.
Il meurt à Saïgon en 1940 quelques mois avant l'invasion japonaise de l'Indochine et il est enterré à la cathédrale. Jean Cassaigne (1895-1973) lui succède.